# Placosaris intensalis
Placosaris intensalis là một loài bướm đêm trong họ Crambidae.